# Stichting Kroongoederen van het Huis Oranje-Nassau
De Stichting Kroongoederen van het Huis Oranje-Nassau is een Nederlandse stichting, die in 1968 is opgericht voor beheer van goederen van het Huis Oranje-Nassau.
De stichting heeft tot doel "te bevorderen dat afstammelingen van H.M. Koningin Wilhelmina bij de uitoefening van de koninklijke waardigheid de beschikking hebben over de daartoe nodige of gewenste roerende lichamelijke zaken". Bij eventuele liquidatie van de stichting gaan de zaken over naar de afstammelingen die volgens de wet erfgenamen van Wilhelmina der Nederlanden zijn. Bestuurder van de stichting is de kroondrager. De stichting is gevestigd aan de Noordeinde 68 te Den Haag.
De stichting heeft onder andere de Gouden Koets en het schip De Groene Draeck in eigendom. Sinds 2008, toen de Stichting Regalia van het Huis Oranje-Nassau werd opgenomen, worden ook de regalia beheerd door de stichting.